# تيموثي س. سينيور
تيموثي س. سينيور (بالإنجليزية: Timothy C. Senior)‏ هو كاهن كاثوليكي أمريكي، ولد في 22 مارس 1960 في نورث ويلز في الولايات المتحدة.